# DVDplus
Die DVDplus ist eine Marke von Dieter Dierks.
Es ist einer der DualDisc ähnlichen doppelseitigen Scheibe. Sie kombiniert wahlweise die Technologie der DVD, der CD-ROM (Daten) und der CD (Audio) in einer Scheibe. Patentinhaber des Formats ist der deutsche Soundingenieur und Plattenproduzent Dieter Dierks. Die Firma DVD Plus Inc. ist Lizenzgeber für die von Sony entwickelte DualDisc.
DVDplus ist zurzeit in drei Varianten verfügbar:
1. CD / DVD
2. CD / DVD-Audio
3. DVD / ROM

Es ist möglich, DVDplus im DVD-Nachfolgeformat Blu-ray (und technisch ähnlichen Medien) zu produzieren.